# یواس‌اس فرای‌بارگر (دی‌یی-۷۰۵)

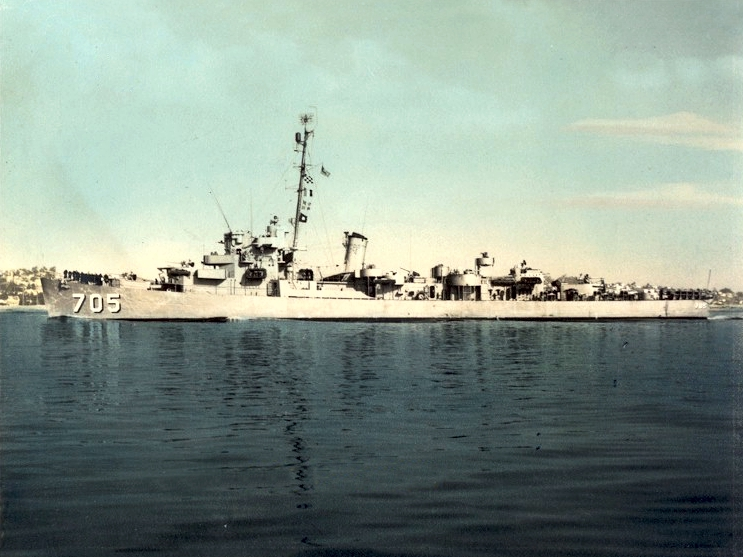
تصویری از کشتی یو اس اس فرای بارگر

یواس‌اس فرای‌بارگر (دی‌یی-۷۰۵) (به انگلیسی: USS Frybarger (DE-705)) یک کشتی بود که طول آن ۳۰۶ فوت (۹۳ متر) بود. این کشتی در سال ۱۹۴۴ ساخته شد.